# Spaaazm
Spaaazm – czwarty album studyjny zespołu Alastor wydany 4 maja 2009 roku nakładem wytwórni Metal Mundus.

## Lista utworów
źródło:.
1. „To, czego nie wie nikt” – 5:32
2. „Spaaazm” – 4:54
3. „Nienasycenie” – 5:23
4. „Dosyć” – 2:26
5. „Od zawsze tutaj” – 5:16
6. „Głową w mur” – 4:01
7. „Nie zapomnij” – 3:29
8. „Mów” – 4:00
9. „On” – 4:28
10. „Na oślep” – 3:46
11. „Nie okłamuj, nie oczerniaj, nie dobijaj” – 6:10
12. „Człowiek pies” – 5:34
13. „Kolejna cienka nić” – 6:25

## Twórcy
źródło:.
- Sławomir Bryłka – perkusja
- Mariusz Matuszewski – gitara
- Marcin „Crowbar” Bilicki – gitara
- Robert Stankiewicz – śpiew
- Radosław Zwoliński – gitara basowa
- Jacek Kurnatowski – gitara basowa